# Daipotamon
Daipotamon is een geslacht van kreeftachtigen uit de klasse van de Malacostraca (hogere kreeftachtigen).

## Soorten
- Daipotamon minos Ng & Trontelj, 1996